# Reduktionismus

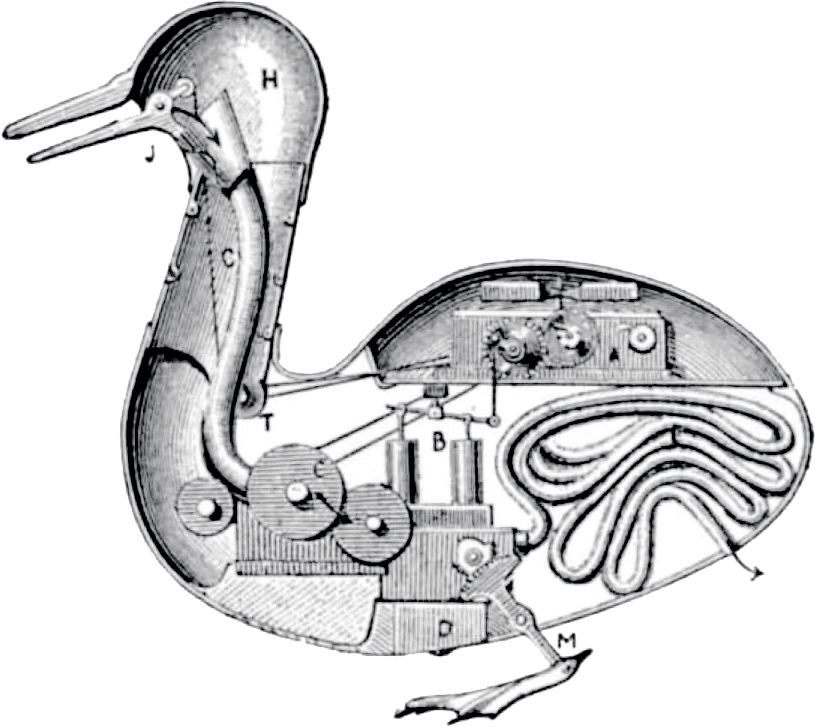
Fiktiver Querschnitt der mechanischen Ente von Jacques de Vaucanson nach einer Zeichnung von 1899

Reduktionismus ist je nach Geltungsbereich eine philosophische oder naturwissenschaftliche Lehre, nach der ein System durch seine Einzelbestandteile (‚Elemente‘) vollständig bestimmt wird. Dazu gehört die vollständige Zurückführbarkeit von Theorien auf Beobachtungssätze, von Begriffen auf Dinge oder von gesetzmäßigen Zusammenhängen auf kausal-deterministische Ereignisse (siehe Ursache-Wirkungs-Diagramm). Die reduktionistische Grundannahme setzt voraus, dass jedes Phänomen komplett beschrieben werden kann, wenn nur genügend Daten des Untersuchungsgegenstandes bekannt sind.
Der Reduktionismus kann dabei als generelles Wissenschaftsprogramm vertreten werden oder auf einen bestimmten Geltungsbereich eingeschränkt bleiben. Ein Reduktionismus im ersten Sinne ist dem Ideal der Einheitswissenschaft verpflichtet, demgemäß alle Phänomene der Welt im Prinzip durch die grundlegendste Wissenschaft, die in der Mikrophysik gesehen wird, zu erklären seien. Ein Reduktionismus im zweiten Sinne kann zwischen verschiedenen Wissenschaftsbereichen vertreten werden, etwa zwischen Psychologie und Neurobiologie, zwischen Chemie und Physik oder Ethik und den Verhaltensbeschreibungen, aber auch z. B. zwischen Politik und Ökonomie.
Die Gegenposition ist das philosophische Konzept des Holismus, bei dem eine ganzheitliche Betrachtung gefordert wird, um auch Wechsel-, Neben- und Rückwirkungen von Ursachen, chaotische Entwicklungen sowie Auswirkungen auf andere Systeme vorhersagen (oder zumindest einschätzen) zu können („Das Ganze ist mehr als die Summe seiner Teile“). Da holistische Ansätze methodisch weitaus schwerer zu fassen sind und oftmals keine allgemeingültigen Schlussfolgerungen zulassen, sind sie in den meisten Wissenschaftsdisziplinen bislang selten zu finden.

## Einheitswissenschaft und Reduktionismus
| Soziale Gruppen   |  |  |  |  |  |
|                   |  |  |  |  |  |
| Lebewesen         |  |  |  |  |  |
|                   |  |  |  |  |  |
| Zellen            |  |  |  |  |  |
|                   |  |  |  |  |  |
| Moleküle          |  |  |  |  |  |
|                   |  |  |  |  |  |
| Atome             |  |  |  |  |  |
|                   |  |  |  |  |  |
| Elementarteilchen |  |  |  |  |  |

Die Vorstellung von einer Einheitswissenschaft nach den statischen Top-Down-Schema der Entitäten von Oppenheim und Putnam erfordert einen generellen Reduktionismus. Wissenschaftsideal ist hier die Zurückführung aller Einzelwissenschaften auf eine grundlegende Wissenschaft. Das dynamische Bottom-Up-Modell der emergenten selbstorganisierten Prozesse und Systeme unterstützt eine einheitliche hierarchische Entwicklung in Natur und Gesellschaft. Beide Vorstellungen streben die  Einheit der Wissenschaft an, und eine alles umfassende und einheitliche Sicht auf die Wirklichkeit oder Realität.
Ein genereller Reduktionismus erfordert eine Reihe reduktiver Einzelthesen: Es wird davon ausgegangen, dass sich die Chemie prinzipiell auf die Physik reduzieren lässt, die Biologie auf die Chemie, die Psychologie auf die (Neuro-)Biologie und soziale Zusammenhänge auf die (Sozial-)Psychologie. Zudem wird davon ausgegangen, dass Reduktionsbeziehungen transitiv sind: Wenn eine Wissenschaft A auf B reduziert worden ist und B auf C, so ist A auch auf C reduziert worden. Diese Überzeugungen ergeben zusammen die These, dass sich selbst soziale Zusammenhänge im Prinzip auf die Physik reduzieren lassen.
Der einheitswissenschaftliche Reduktionismus erhielt seine klassische Formulierung in dem 1958 von Paul Oppenheim und Hilary Putnam veröffentlichten Aufsatz The Unity of Science as a Working Hypothesis. Oppenheim und Putnam gingen davon aus, dass die Einheitswissenschaft ein realistisches Ziel wissenschaftlicher Forschung sei. Heutige Reduktionisten sehen in der Einheitswissenschaft jedoch eher ein Ideal, das sich zwar theoretisch verwirklichen lassen könnte, von der menschlichen Forschung aber praktisch nie erreicht werden kann.

## Emergenz, Materialismus und Dualismus
Es wäre falsch, den Materialismus mit dem generellen Reduktionismus gleichzusetzen und den Dualismus mit dem Antireduktionismus. Zwar ist der Dualismus sicherlich auf einen Antireduktionismus festgelegt – eine immaterielle Entität kann nicht auf eine materielle reduziert werden –, doch viele Philosophen versuchen einen nichtreduktiven Materialismus zu formulieren. Die Popularität von Positionen, die einen Antireduktionismus mit einem Materialismus kombinieren wollen, hat in den letzten Jahrzehnten durch die unten beschriebenen antireduktionistischen Argumente enorm zugenommen. Zudem gibt es philosophische Positionen, die sich jenseits der Alternative Materialismus vs. Dualismus positionieren wollen. Beispiele sind der Idealismus, der neutrale Monismus und der Begriffspluralismus, etwa der Nelson Goodmans.
Ein Begriff, der in den Debatten um einen nichtreduktiven Materialismus eine zunehmende Aufmerksamkeit erreicht hat, ist „Emergenz“. Dabei gilt es jedoch zu beachten, dass dieser Begriff in den heutigen Debatten mit zwei verschiedenen Bedeutungen gebraucht wird. In einem schwachen Sinne ist eine Eigenschaft genau dann emergent, wenn sie aus einer komplexen Konfiguration entstanden ist. In diesem Sinne ist etwa die Eigenschaft eines Roboters emergent, komplizierte visuelle Muster wiedererkennen zu können. Für die Reduktionismusdebatte ist dieser Emergenzbegriff uninteressant, weil nichts gegen die prinzipielle Reduzierbarkeit der schwach emergenten Eigenschaft spricht.
Von „Emergenz“ in einem starken Sinne spricht man hingegen, wenn ein System eine Eigenschaft hat, die sich prinzipiell nicht aus den Eigenschaften der Systemkomponenten ableiten lassen. Ein so verstandener Emergenzbegriff, wie er v. a. von C. D. Broad entwickelt wurde, scheint die Möglichkeit einer Reduktion grundsätzlich auszuschließen. Wenn sich die Systemeigenschaft A prinzipiell nicht durch die Systemeigenschaften X, Y und Z erklären lässt, dann scheint auch keine Möglichkeit zu bestehen, A auf diese Systemeigenschaften zu reduzieren.
Eine umstrittene Frage ist nun, inwieweit es das emergenztheoretische Konzept ermöglicht, einen nichtreduktiven Materialismus zu formulieren. Für einen nichtreduktiven Materialisten scheint sich folgende Aussage anzubieten: A ist zwar eine materielle Eigenschaft, lässt sich aber nicht reduzieren, da A emergent ist. Gegen einen solchen emergenztheoretischen Materialismus wird allerdings oft eingewandt, dass es unverständlich sei, wie man A eine materielle Eigenschaft nennen könne, wenn A sich prinzipiell nicht aus den grundlegenden materiellen Eigenschaften ableiten lässt. Diese Frage wird beispielsweise von M. Bunge und M. Mahner systematisch untersucht und beantwortet.

## Wie Reduktionen funktionieren

Die emergente Entstehung von H_{2}O aus H_{2} und O_{2} ist ein klassisches Beispiel für fehlende Reduzierbarkeit

Das Hauptthema der wissenschaftstheoretischen Debatten ist die Methodik der Reduktion von Theorien. Hat man eine wahre Theorie A erfolgreich auf eine Theorie B reduziert, so hat man die in A beschriebenen Phänomene reduktiv erklärt. Das klassische Modell der Theorienreduktion wurde von Ernest Nagel in dem Buch The Structure of Science (1961) formuliert. Nagel machte den Vorschlag, folgende Anforderung an eine erfolgreiche Reduktion zu stellen:
Nagelreduktion: Eine Theorie A ist genau dann auf eine Theorie B reduziert, wenn sich alle Gesetze von A aus den Gesetzen von B ableiten lassen.
Es soll populäre wissenschaftshistorische Beispiele für solche Gesetzesableitungen geben. So lässt sich etwa das Galileische Fallgesetz aus den Gesetzen der Newtonschen Mechanik ableiten. Allerdings handelt es sich dabei nur um eine spezielle Anwendung einer Formel der Mechanik, die als Beschleunigung die Schwerkraft berücksichtigt. Will man etwa die gesamten Phänomene, die beim Umgang mit Wasser beobachtbar sind, auf die chemische Theorie von H2O reduzieren, so muss man nach Nagel alle aus dem Alltag bekannten Gesetze über Wasser aus chemischen Gesetzen ableiten können, also beispielsweise die Erfahrung, dass Wasser auf Meereshöhe bei 100 °C kocht. Allerdings kommt der Begriff „kochen“ in der chemischen Theorie nicht vor, weswegen eine Ableitung des Gesetzes aus der chemischen Theorie unmöglich erscheint. Nach Nagel braucht es für solche Fälle Brückenprinzipien, die das Vokabular der Theorie mit dem der Erfahrung verbinden. So müsste das Kochen etwa mit bestimmten molekularen Bewegungen identifiziert werden.
Am Ansatz von Nagel ist viel Kritik geäußert worden. Es scheint strenge Ableitungen, wie sie von Nagel gefordert wurden, nur selten zu geben, so dass zunehmend nach liberalen Reduktionsdefinitionen gesucht wird. Es ist zudem umstritten, ob es nicht auch Formulierungen geben könnte, die dem Phänomen der multiplen Realisierung (siehe unten) gerecht werden. Schließlich ist bei Nagel bezüglich des Status der Brückenprinzipien stets unklar geblieben, von welcher Theorie dieses formuliert werde.

## Emergente selbstorganisierte Prozesse
Alternativ gibt es einen naturwissenschaftlichen Ansatz zum durchgängigen Verständnis von Prozessen und Systemen, der die Entwicklung von Natur und Gesellschaft erklärt: Das ontologische, prozessorientierte Modell der emergenten Selbstorganisation. Man kann es als Erweiterung der biologischen Evolution ansehen. In diesem Modell gibt es für die Prozesse der Welt einen einheitlichen Grundprozess, der vom Urknall über die Entwicklung des Lebens, die Funktionsweise des Gehirns bis hin zu den Prozessen der menschlichen Gesellschaft wirkt: Aus Elementen, die untereinander Wechselwirkungen haben, entstehen von selbst und meist spontan Systeme mit neuen Strukturen, Eigenschaften und Fähigkeiten. Die Prozesse werden von den Bedingungen in ihrer Umgebung beeinflusst.
Da emergent entstandene Systeme wieder Elemente weiterer emergenter Prozesse sein können, hat sich im Laufe der Entwicklung der Welt von selbst und rekursiv eine Hierarchie von zunehmend komplexen Systemen entwickelt. Die emergent entstehenden Strukturen, Eigenschaften und Fähigkeiten sind nicht aus den Eigenschaften der Elemente vorhersagbar und müssen empirisch durch Beobachtungen, Messungen usw. festgestellt werden. Emergente Prozesse sind meist rückgekoppelt und deshalb nichtlinear, ihr Ablauf ist durch das deterministische Chaos bestimmt. Strukturen und Systeme bilden sich aufgrund der Nichtlinearität der Prozesse.

## Argumente für den Reduktionismus

### Wissenschaftsgeschichte
Begründet wurde das reduktionistische Denken im 17. Jahrhundert durch René Descartes. Daher wird es auch als cartesianisches Denken und aufgrund der bis heute tiefgreifenden Einflusses auf die wissenschaftliche Methodik als cartesianisches Paradigma bezeichnet.
Der Reduktionismus ist meistens dadurch motiviert, dass sich Personen beeindruckt vom Erklärungserfolg der modernen Naturwissenschaften zeigen. Man kann unter Verweis auf diesen Erklärungserfolg ein induktives Argument für den Reduktionismus formulieren: Da sich bei so vielen Theorien gezeigt habe, dass eine Reduktion prinzipiell möglich sei, sollte man davon ausgehen, dass auch in den bislang unerklärten Bereichen Reduktionen möglich sind. Aus einer reduktionistischen Perspektive kann man zudem darauf verweisen, dass die Wissenschaftsgeschichte gezeigt habe, dass Theoriebereiche, die sich der Reduktion grundsätzlich entzogen haben, weitgehend aus der Wissenschaft verbannt wurden. Klassische Beispiele sind der Hexenglaube oder die Astrologie.
Gegen eine Begründung des Reduktionismus aus der Wissenschaftsgeschichte kann Verschiedenes eingewandt werden. Zum einen ist es möglich, daran zu zweifeln, dass wirklich für viele Theorien gezeigt worden ist, dass eine Reduktion möglich ist. Durchgeführt worden sind Reduktionen nämlich bislang immer nur für sehr begrenzte Bereiche. Zudem kann man daran zweifeln, dass die Induktion überzeugend ist: Wenn sich eine Theorie A reduzieren lasse, so müsse dies eben noch lange nicht heißen, dass sich auch B reduzieren lasse. Schließlich sind Theorien über verschiedene Phänomenbereiche oft auch sehr verschieden aufgebaut, so dass das Induktionsargument letztlich wie ein sehr ungewisser Analogieschluss wirkt.

### Kausalität
In der Wissenschaftstheorie beziehen sich daher die meisten Argumente für den Reduktionismus nicht auf die Wissenschaftsgeschichte, sondern auf Überlegungen zur Kausalität. Die klassische Argumentation verweist darauf, dass es für ein Ereignis Ursachen auf verschiedenen Ebenen gibt. Ein Beispiel: Wenn eine Person eine Kopfschmerztablette einnimmt, so kann man für dieses Ereignis verschiedene Ursachen angeben, etwa: 1) die Empfindung von Kopfschmerzen – das wäre eine mentale Erklärung, 2) biologische Prozesse, die bestimmte Muskelkontraktionen auslösten oder 3) mikrophysikalische Prozesse, die andere mikrophysikalische Prozesse verursachen, die das Tablettenschlucken realisieren.
Nun argumentieren Reduktionisten, dass diese Vielfalt an Ursachen problematisch sei: Es sei höchst unplausibel, dass das Schlucken der Tablette gleich drei voneinander unabhängige Ursachen habe. Schließlich gibt es bei jeder Handlung eine solche Vielfalt von Ursachen und es wäre ein Wunder, wenn all diese Handlungen ständig mehrere voneinander unabhängige Ursachen hätten. Viel plausibler sei es, dass wir es hier letztlich mit einer Ursache zu tun haben: Die Kopfschmerzen seien letztlich nichts anderes als ein biologischer Prozess und der biologische Prozess wiederum nichts anderes als ein mikrophysikalischer Prozess. Wenn man nun aber diese Lösung des Problems der mehrfachen Ursachen akzeptiert, so müsse man hier auch den Reduktionismus akzeptieren, da die Kopfschmerzen ja letztlich mit einem mikrophysikalischen Prozess identifiziert werden.

### Supervenienz
Auch wenn der Begriff der Supervenienz ursprünglich aus einer antireduktionistischen Motivation verwendet wurde, dient er doch heute oft der reduktionistischen Argumentation. Die Idee der Supervenienz ist folgende:
A superveniert über B, wenn sich A nicht ändern kann, ohne dass sich B ändert. Supervenienzbeziehungen lassen sich anhand von einfachen Beispielen erörtern: Die Tatsache, dass eine Person Haare auf dem Kopf hat, kann sich nicht ändern, ohne dass sich gleichzeitig etwas auf der mikrophysikalischen Ebene ändert. Daher superveniert diese Tatsache über der Mikrophysik – aber nicht umgekehrt. Nun stimmen Reduktionisten mit einigen Antireduktionisten darin überein, dass alles über der Mikrophysik superveniert: Politische, biologische oder psychologische Fakten können sich nicht ändern, ohne dass sich gleichzeitig mikrophysikalische Fakten verändern.
Nun wird argumentiert, dass sich diese Supervenienzbeziehungen nur im Rahmen einer reduktionistischen Theorie verständlich machen lassen. Ohne den Reduktionismus sei es vollkommen rätselhaft, dass alles über den mikrophysikalischen Fakten superveniert. Erkennt man jedoch den Reduktionismus an, gebe es eine ganz einfache Erklärung dafür, dass A über B superveniert: A ist nichts anderes als B.

## Argumente gegen den Reduktionismus
Während der Reduktionismus über weite Teile des 20. Jahrhunderts die orthodoxe Position in der Wissenschaftstheorie war, werden seit Anfang des 21. Jahrhunderts antireduktionistische Positionen immer populärer. Dies hängt zum einen damit zusammen, dass sich die Wissenschaften im 20. Jahrhundert nicht vereinheitlicht, sondern weiter diversifiziert haben. Zum anderen hängt der neue Antireduktionismus eng mit der Entwicklung der Philosophie des Geistes und der reduktiven Erklärung des Bewusstseins zusammen.

### Multiple Realisierungen

Illustration zu Fodors antireduktionistischem Argument: Die Makroeigenschaften (M1 und M2) sind durch verschiedene physische Eigenschaften (P1–P6) realisiert. Für das einheitliche Makrogesetz gibt es kein einheitliches physisches Mikrogesetz. Vielmehr sind die physischen Zustände durch verschiedene Kausalrelationen verbunden.

Der Aufsatz Special Sciences – The Disunity of Science as a Working Hypothesis des Kognitionswissenschaftlers und Philosophen Jerry Fodor aus dem Jahre 1974 gehört zu den wohl einflussreichsten reduktionismuskritischen Texten. Nach Fodors These lassen sich Einzelwissenschaften wie die Psychologie oder Ökonomie prinzipiell nicht auf die Mikrophysik reduzieren, da die Gesetze und Eigenschaften, die von den Einzelwissenschaften beschrieben werden, sich nicht durch die Gesetze und Eigenschaften der Physik wiedergeben lassen.
Fodor argumentiert, dass etwa ganz verschiedene Objekte die Eigenschaft haben, ein Zahlungsmittel zu sein – Gold, Dollars, Muscheln etc. Auch wenn diese Objekte also eine ökonomische Eigenschaft gemeinsam haben, die sie von allen anderen Objekten unterscheidet, sei es doch unwahrscheinlich, dass Gold, Dollars und Muscheln eine physikalische Eigenschaft haben, die sie von allen anderen Objekten abgrenzt. Doch dies heißt, dass diese ökonomische Eigenschaft eben nicht auf eine physikalische Eigenschaft zu reduzieren ist. In der Philosophie spricht man auch von einer multiplen Realisierung der Eigenschaft.
Fodor argumentiert zudem, dass die Einzelwissenschaften Gesetze beschreiben, die sich nicht auf physikalische Gesetze zurückführen lassen. Fodors Beispiel ist „Greshams Gesetz“: Existieren gleichzeitig zwei Währungen, von denen die eine wertvoller ist als die andere, so wird die wertvollere Währung aus dem Zahlungsverkehr gedrängt und gespart. Da Währungen nun multipel realisiert sind, scheint es plausibel, dass – je nach Realisierung – auf der mikrophysikalischen Ebene ganz verschiedene Gesetze involviert sind. Dies bedeutet aber, dass sich auch einzelwissenschaftliche Gesetze nicht reduzieren lassen und somit die Einzelwissenschaften irreduzibel sind.

### Rätselhafte Phänomene
Neben der multiplen Realisierung gibt es noch andere Argumentationen gegen den Reduktionismus. Viele Antireduktionisten beziehen sich auf Phänomene, die sich grundsätzlich nicht aus der Perspektive der Naturwissenschaften beschreiben lassen sollen. Die Existenz solcher Phänomene würde den Reduktionisten vor noch größere Probleme stellen als die multiplen Realisierungen. Verschieden realisierte Objekte, wie Währungen, lassen sich wenigstens durch eine Wissenschaft beschreiben und stellen keine Herausforderung für eine naturalistische Position dar. Demgegenüber sollen die hier genannten Phänomene grundsätzlich einem naturwissenschaftlichen Zugriff entzogen sein.

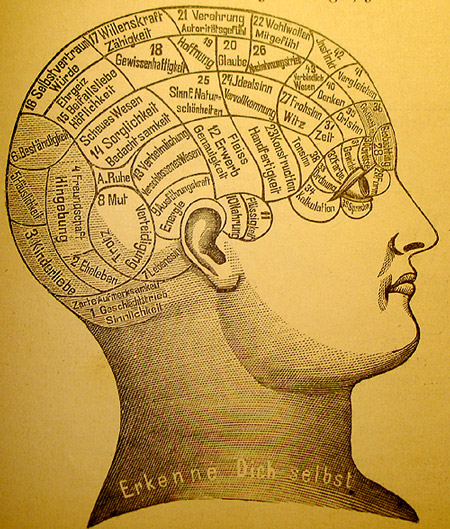
Die Frage nach der reduktiven Erklärbarkeit von mentalen Zuständen war schon im frühen 18. Jahrhundert umstritten

Einige Beispiele für Phänomene, die von Antireduktionisten für wissenschaftlich nicht erfassbar gehalten werden:
1. Bewusstsein: Das Bewusstsein bzw. der Geist wird oft als ein Phänomen angesehen, das sich grundsätzlich einer rein naturwissenschaftlichen Beschreibung entzieht. Ein Grund dafür ist, dass mentale Zustände die Eigenschaft haben, auf eine bestimmte Weise erlebt zu werden. Wenn man sich etwa mit einer Nadel in den Finger sticht, so laufen nicht nur komplexe biologische Prozesse ab, sondern es tut auch weh. Nun scheinen es aber die biologischen Prozesse in keiner Weise verständlich zu machen, wie jemand Schmerzen erlebt.
2. Moralische Eigenschaften: Handlungen haben moralische Eigenschaften. Nun scheint sich die Tatsache, dass eine Handlung legitim, verwerflich oder gut bzw. ethisch ist, in keiner Weise aus einer naturwissenschaftlichen Beschreibung zu ergeben. Der Grund ist, dass moralische Begriffe normativ sind, während naturwissenschaftliche Beschreibungen allgemein als deskriptiv angesehen werden. Der unmittelbare Übergang bzw. die Gleichsetzung von normativen zu deskriptiven Aussagen wird als naturalistischer Fehlschluss abgelehnt.
3. Ästhetische Eigenschaften: Bei ästhetischen Eigenschaften ist die Argumentationslage ähnlich wie bei den moralischen. Die naturwissenschaftliche Beschreibung kennt kein ästhetisches Vokabular, weswegen eine Reduktion auch hier unplausibel erscheint.

Insbesondere die These, dass das Bewusstsein nicht reduktiv erklärbar sei, führt oft zu einer generellen Ablehnung des Materialismus. Dabei sind die konkreten Ausformulierungen der antimaterialistischen Positionen vielfältig. Zum einen werden klassische Substanzdualismen vertreten. Zum anderen gibt es aber auch verschiedene antimaterialistische Positionen, die sich ebenfalls vom Substanzdualismus abgrenzen. Dazu gehören verschiedene Formen des Idealismus, Pluralismus, neutralen Monismus, Aspekt- bzw. Eigenschaftsdualismus und Relativismus.

### Pluralistische Kritik
Während die beiden vorherigen Einwände einzelne Phänomene beschrieben haben, die irreduzibel sein sollen, ist die pluralistische Kritik generell ausgerichtet. Ein Pluralist erklärt, dass Menschen ganz verschiedene Zugänge zur Welt haben und es gar keinen Grund dafür gibt, anzunehmen, dass sich diese Zugänge alle aufeinander reduzieren lassen. Auch Pluralisten geben zu, dass es Reduktionen gibt, doch sie argumentieren, dass der Reduktionismus auf einer einseitigen Bevorzugung bzw. Verabsolutierung der physikalischen Beschreibung der Welt beruhe. Innerhalb des Pluralismus lassen sich zwei Strömungen unterscheiden. Zum einen gibt es eine antirealistisch ausgerichtete Strömung, die erklärt, dass es aussichtslos sei, hinter den verschiedenen Beschreibungen der Welt noch ein beschreibungsunabhängiges „So-Sein“ der Welt zu suchen. Als ihr wichtigster Vertreter kann Nelson Goodman angesehen werden. Zum anderen gibt es aber auch realistische Pluralisten, wie John Dupré, die mit ihrer Position eine pluralistische Ontologie verbinden.

### Erkenntnistheoretische Alternativen
Im Unterschied zum ungeordneten Pluralismus und zur einfachen Doppelaspekt-Lehre wurden höher stehende, mehrstellige Relationsbegriffe (Meta-Relationen) entwickelt (Explikation). Die Kombination von bestimmten Bezugssystemen in der Physik oder in der Wahrnehmungspsychologie sind einfache Beispiele. Komplizierter sind Strategien des kontextuellen und relationalen Denkens, die Aussagen in einer sich wechselseitig ergänzenden Weise verbinden, sogar widersprüchlich erscheinende und kategorial grundverschiedene Aussagen zusammenfassen.
Das von Niels Bohr geprägte Komplementaritätsprinzip und die auf Gottfried Wilhelm Leibniz zurückgehende Unterscheidung von Perspektiven (Perspektivismus) können als Meta-Relationen begriffen werden. Verlangt werden die Fähigkeit und die Bereitschaft, die Perspektive (das Bezugssystem) phänomen-adäquat wechseln zu können. Diese Strategien zeigen, dass jenseits der überdauernden und unlösbar erscheinenden Kontroverse zwischen den Überzeugungssystemen der Monisten und der Dualisten neue Formen nicht-reduktionistischen Denkens entwickelt werden können.

### Mangelnde Reflexion von Kategorien und Kategorienfehlern
Die neuere Diskussion über Reduktionismus ist hauptsächlich durch die angloamerikanische analytische Philosophie geprägt, während die grundlegende Bestimmung von Kategorien und Bezugssystemen weitgehend ausgeklammert wird. Diese andere Position kennzeichnet ein Zitat von Nicolai Hartmann, dessen umfassende Kategorienlehre auch die Fehler der kategorialen Grenzüberschreitung hervorhebt. „Ein jedes Sondergebiet des Seienden hat eben seine eigenen, nur ihm zukommenden Kategorien, die in keiner Weise durch anderweitige Kategorien ersetzt werden können und auch ihrerseits niemals ohne weiteres auf andere Seinsgebiete übertragbar sind“.
Grundsätzlich bleibt zu fragen, ob die philosophischen Diskussionsbeiträge zum Reduktionismus nicht enger mit der Wissenschaftstheorie und Methodologie der empirischen Disziplinen verknüpft werden sollten. Wie weit der Abstand zu den aktuellen Forschungsstrategien ist, zeigen die in der philosophischen Literatur verbreiteten, oft sehr vereinfachenden „didaktischen Beispiele“. Das Fachwissen der betreffenden Disziplinen und die dort maßgeblichen Kriterien werden benötigt, um Definitionen und Reduktionen zu rechtfertigen und um Kategorienfehler besser zu erkennen.

### Sonderstellung der Psychologie und anderer Humanwissenschaften
Wenn in der Biologie eine moderate Reduktion bzw. eine Mikroreduktion in kleinsten Schritten angestrebt wird, dann geht es um die Rückführung von biologischen Gesetzen auf Gesetze der Chemie und der Physik. Bei einem entsprechenden Versuch im Bereich der Psychologie besteht die grundsätzliche Schwierigkeit, dass in der empirischen Psychologie keine strikten Gesetze (im Sinne von kausaler Erklärung, Nomologie) vorzuweisen sind. Was hier mit den erwähnten „liberalen Reduktionsdefinitionen“ gemeint ist, bleibt unklar. Bei der Wiederholung eines psychologischen Experiments kann wegen der Erlebnisseite und subjektiven Einstellung der Teilnehmer (Versuchspersonen-Verhalten) keine völlige Bedingungskonstanz (Ceteris-paribus-Prinzip) behauptet werden und wegen häufiger individueller Ausnahmen (singuläre Verhältnisse) nicht einmal Gesetzmäßigkeiten; statt Vorhersagen sind nach verbreiteter Ansicht nur statistische Beziehungen und statistisch begründete Erwartungen möglich.
Nach der Auffassung des Physikalismus (Naturalismus) in Gestalt des reduktiven bzw. eliminativen Materialismus bilden die neurophysiologischen Funktionen ein letztlich nach den Gesetzen der Physik arbeitendes System. Reduktion heißt hier: Sätze über mentale Hirnfunktionen werden durch Sätze über neuronale Hirnfunktionen ersetzt oder sie werden aus diesen abgeleitet („Naturalisierung von Bewusstsein“). Kann die Sprache der Erlebnisinhalte grundsätzlich ohne Informationsverlust in eine hirnphysiologische Sprache übersetzt werden? (Siehe Norbert Bischofs qualitativen Reduktionismus.)

#### Reduktionistische Tendenzen der umgekehrten Art
Gewöhnlich werden Reduktionen nur als „Herabführen“ von oben nach unten in Richtung grundlegender physikalischer Gesetze beschrieben; dabei sollen wissenschaftliche Sätze über „höhere“ Funktionen in der Regel von weniger gegliederten und von kategorial einfacheren Sätzen abgelöst werden.
Aus umgekehrter Blickrichtung können auch in philosophischen Darstellungen oft reduktionistische Tendenzen in der Vereinfachung (Abstraktion) von empirischen Sachverhalten, Forschungskontroversen und Theorien auffallen. So gibt es theoretische Konzepte der Physiologie und Biologie, die sehr komplexe Gefüge von morphologischen und funktionellen Relationen bilden, während diese begrifflichen und kategorialen Differenzierungen in manchen philosophischen und psychologischen Aussagen verschwunden zu sein scheinen. Das psycho-neuro-physiologische Gesamtsystem einer Emotion ist so komplex – und heutige Versuche der umfassenden Theorienbildung weit übersteigend – dass eine adäquate Beschreibung noch nicht abzusehen ist. Wie einfach sind dagegen die Vokabularien und Prinzipien der meisten philosophisch-anthropologischen und erlebnispsychologischen Darlegungen über „Emotion“. Auch die sprachanalytisch abgeleitete Gegenüberstellung der Erste-Person-Perspektive und der Dritte-Person-Perspektive reduziert den psychologisch und neurophysiologisch vielschichtigen Prozess von interaktiver Selbstwahrnehmung und Fremdwahrnehmung, die beide auch emotionale und motivationale Aspekte einschließen, auf die methodisch leichter zugänglichen kognitiven Funktionen und damit auf ein vergleichsweise einfaches philosophisch-kognitives Schema.

### Unlösbare Probleme der theoretischen Physik
Ende 2015 wurde bewiesen, dass das Problem der spektrale Lücke der Quantenphysik mathematisch unlösbar ist. Es ist daher auch bei theoretisch vollständiger Kenntnis aller Mikrozustände unmöglich, daraus den Makrozustand eines Materials zu bestimmen.

## Reduktionismusdebatten in der Öffentlichkeit
Der Begriff Reduktionismus spielt nicht nur in den wissenschaftstheoretischen Debatten eine Rolle. Er wird auch oft in öffentlichen Auseinandersetzungen verwendet, hat dort aber eine recht verschwommene Bedeutung. Meist ist der Begriff hier negativ konnotiert und wird nicht von dem Begriff des Szientismus unterschieden. Bei solcher Begriffsverwendung steht meist der Vorwurf im Vordergrund, dass naturwissenschaftlichen Beschreibungen in illegitimer Weise gegenüber künstlerischen, geistes- oder sozialwissenschaftlichen Beschreibungen der Vorzug gegeben werde.
Diese kritische Verwendung des Reduktionismusbegriffes steht oft in der Tradition einer kulturkritischen Philosophie, etwa der Frankfurter Schule. Mit Max Webers Begriff der Entzauberung der Welt wird argumentiert, dass die fortschreitenden Naturwissenschaften immer mehr Bereiche der menschlichen Lebenswelt erfassten und so nicht-naturwissenschaftliche Beschreibungsweisen entwerteten. Der Reduktionismus wird dabei als Dogma einer „imperialistisch“ verfahrenden Wissenschaft verstanden.
Klaus Holzkamp (1972) sah in der konventionellen psychologischen Forschung eine individualistische Einengung und gleichzeitig eine reduktionistische Eliminierung der „spezifisch menschlichen, d. h. gesellschaftlichen Lebensebene der Lebenstätigkeit“. Der Weg der „modernen Psychologie“ isoliere den Menschen von seinen gesellschaftlich-historischen Lebensbedingungen. Auf einen anthropologischen Reduktionismus führt Gerd Jüttemann (1991) die überdauernde Krise der Psychologie zurück. Die angebliche Voraussetzungslosigkeit ende oft schon bei der Reflexion des eigenen Menschenbildes und seiner Implikationen statt gegenstandsangemessene Methodenanwendung und Reflexivität des Vorgehens anzustreben.
Auch wenn der Reduktionismusbegriff in der Öffentlichkeit meist negativ konnotiert ist, versuchen verschiedene Wissenschaftler und Philosophen auch zunehmend ihn positiv zu besetzen. Prominente Beispiele sind der Biologe Richard Dawkins und der Philosoph Daniel Dennett. Sie argumentieren, dass antireduktionistische Intuitionen durch veraltete metaphysische und theologische Vorurteile motiviert seien. Innerhalb einer materialistischen Weltanschauung könne man Reduktionen nur begrüßen.